# Oxyanthus pyriformis
Oxyanthus pyriformis är en måreväxtart som först beskrevs av Ferdinand von Hochstetter, och fick sitt nu gällande namn av Homer Collar Skeels. Oxyanthus pyriformis ingår i släktet Oxyanthus och familjen måreväxter.

## Underarter
Arten delas in i följande underarter:
- O. p. brevitubus
- O. p. longitubus
- O. p. pyriformis
- O. p. tanganyikensis